# Non partir
Non partir è un extended play di Germana Caroli pubblicato nel 1958.

## Tracce
1. Non partir
2. Dors Mon Amour
3. La pioggia cadrà
4. Magic Moments